# Ninglick River
Der Ninglick River ist ein etwa 50 Kilometer langer Gezeitenfluss an der Westküste von Alaska. 

## Verlauf
Der Ninglick River, alternative Bezeichnungen sind „Ningaluk River“ und „Ninglik Pass“, befindet sich im Bereich des Yukon-Kuskokwim-Deltas. Er verbindet die Inlandsbucht Baird Inlet mit dem Beringmeer. Er verläuft von der Inlandsbucht in westlicher Richtung und erreicht nördlich der kleinen Insel Kigigak Island die Hazen Bay. Der Ninglick River bildet die nördliche Abgrenzung der Insel Nelson Island. Am Ninglick River befinden sich die Siedlungen Newtok und Mertarvik. Erstere wird u. a. aufgrund der starken Erosion am Flussufer vermutlich in naher Zukunft aufgegeben. Die Bevölkerung ist zum Teil schon nach Mertarvik umgesiedelt.